# 232
El año 232 (CCXXXII) fue un año bisiesto comenzado en domingo del calendario juliano, en vigor en aquella fecha.
En el Imperio romano el año fue nombrado como el del consulado de Lupo y Máximo o, menos comúnmente, como el 985 Ab urbe condita, siendo su denominación como 232 posterior, de la Edad Media, al establecerse el Anno Domini.

## Acontecimientos
- El emperador romano Alejandro Severo prosigue su campaña contra Ardacher I, rey persa de la dinastía sasánida. En este año intentó un gran ataque contra los persas. Sin embargo su ejército no avanzó de manera coordinada, y Ardacher pudo aprovecharse del desorden y concentrar sus fuerzas avanzando a través de Armenia, donde era posible cortar el avance romano. La guerra continuó durante el año siguiente.
- Las reliquias de santo Tomás se llevan a Edesa desde la India.
- Orígenes funda una escuela de teología cristiana en Palestina.
- El papa de Alejandría Heraclas es el primer obispo de Alejandría que usa el término "papa".

## Nacimientos
- 9 de agosto: Probo, emperador romano.
- Porfirio (m. 309), filósofo neoplatónico. (Fecha aproximada.)

## Fallecimientos
- Demetrio, patriarca de Alejandría.
- Calepodio, religioso cristiano.